# Duché de Badajoz
Le duché de Badajoz est un titre nobiliaire espagnol accordé en deux occasions. 
Il a été pour la première fois attribué par Enrique IV de Castille à Hernán Gómez de Cáceres y Solís, señor de Salvatierra et de Barcarrota, maire de la ville de Badajoz et revenu à la couronne en 1470.
Finalement, le « comte de Barcelone » souhaite le donner à sa fille, Pilar de Bourbon (« infante d'Espagne » pour les partisans de son père), au motif de son mariage en 1967. Cette même année, un décret daté du 17 avril, signé par le général Franco autorise l'usage du titre ducal à Pilar de Bourbon en Espagne. Le titre est confirmé par son frère Juan Carlos lorsqu'[réf. nécessaire]il devient roi d'Espagne : le souverain accorde à Pilar en 1987 le titre d'infante et lui confirme celui de duchesse de Badajoz.
Le duché de Badajoz étant un titre de la maison royale, il a été accordé à caractère personnel et viager et, par conséquent, est revenu à la Couronne à la mort de l'infante Pilar.

## Ducs de Badajoz
|                                            | Titulaire                                  | Période                                    |
| Première création par Henri IV de Castille | Première création par Henri IV de Castille | Première création par Henri IV de Castille |
| ------------------------------------------ | ------------------------------------------ | ------------------------------------------ |
| I                                          | Hernán Gómez de Cáceres et Solís           | 1454-1470                                  |
| Deuxième création par Juan de Borbón       |                                            |                                            |
| I                                          | Pilar de Borbón y Borbón                   | 1967-2020                                  |